# Lissodendoryx coralgardeniensis
Lissodendoryx coralgardeniensis är en svampdjursart som beskrevs av Samaai och Gibbons 2005. Lissodendoryx coralgardeniensis ingår i släktet Lissodendoryx och familjen Coelosphaeridae. Inga underarter finns listade i Catalogue of Life.